# Luis de Zúñiga y Requesens

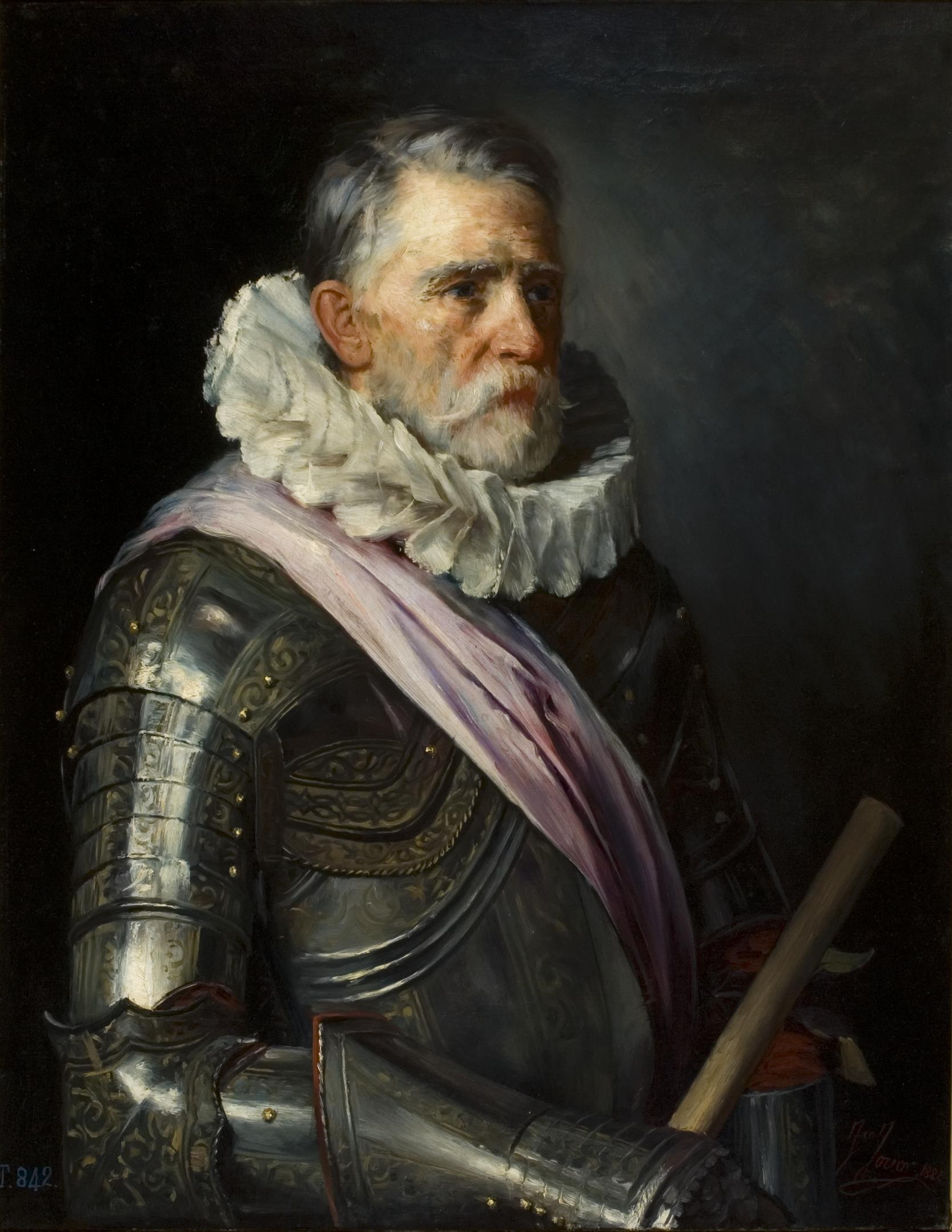
Luis de Zúñiga y Requesens

Luis de Zúñiga y Requesens, född 1528 i Barcelona, död  5 mars 1576 i Bryssel, var den spanska ståthållaren i Nederländerna. Han hade den otacksamma uppgiften att efterträda hertigen av Alba och hade ett besvärligt styre under Filip II av Spaniens ledning.